# ديف تورنر
ديف تورنر (بالإنجليزية: Dave Turner)‏ هو لاعب كرة قدم بريطاني في مركز الوسط، ولد في 7 سبتمبر 1943 في Retford ‏ في المملكة المتحدة. لعب مع نيوكاسل يونايتد.